# Tour del Battenkill
El Tour de Battenkill és una competició ciclista d'un sol dia que es disputa a la vall del riu Battenkill, amb origen i final a Cambridge, a l'estat de Nova York. És puntuable per l'USA Cycling National Racing Calendar, i el 2010 i el 2012 també va formar part del calendari de l'UCI Amèrica Tour.

## Palmarès a partir del 2010
| Any  | Vencedor          | Segon               | Tercer             |
| ---- | ----------------- | ------------------- | ------------------ |
| 2010 | Caleb Fairly      | Floyd Landis        | Jay Robert Thomson |
| 2011 | Brett Tivers      | Jesse Anthony       | Brendan Housler    |
| 2012 | Francisco Mancebo | Jesse Anthony       | Jeremy Vennell     |
| 2013 | Adam Farabaugh    | Simon Lambert-Lemay | Cameron Cogburn    |
| 2014 | Scott Zwizanski   | Timothy Mitchell    | Eneas Freyre       |
| 2015 | Bryan Lewis       | Brendan Housler     | Timothy Mitchell   |